# Val di Funes
La Val di Funes (in tedesco: Villnößtal), detta semplicemente Funes, è una valle lunga circa 24 km dell'Alto Adige. Amministrativamente si trova in gran parte nel comune di Funes, i fianchi orograficamente sinistro della valle nella zona di ingresso appartengono a Chiusa. A nord la Val di Funes è incorniciata dalle montagne delle Odle di Eores a sud dal gruppo delle Odle. Le parti più alte della valle sono protette nel Parco naturale Puez-Odle.
La Val di Funes si dirama dalla Valle Isarco centrale in direzione est. L'imbocco della valle ha la forma di una gola tra strati di porfido e fillite quarzosa. Nel corso successivo la valle si espande in un'ampia valle alta, che era piena di ghiaia interglaciale e offre spazio a diversi villaggi.
Per il traffico automobilistico la valle è innanzitutto aperta dalla strada statale 29, che parte a nord di Chiusa in Valle Isarco e la attraversa longitudinalmente. Inoltre, la strada statale 163, che si dirama a San Pietro, fornisce un passaggio alla Valle di Eores, che corre parallela a nord, attraverso il Russiskreuz (1729 m).